# Абумуслимов, Гамзат Кельбиханович
Гамзат Кельбиханович Абумуслимов (16 апреля 1990) — российский тхэквондист. Призёр чемпионатов России.

## Спортивная карьера
Является шестикратным победитель первенства России, победитель первенства Европы среди юношей, серебряный призер первенства мира среди юношей. В декабре 2010 года во Владикавказе стал бронзовым призёром чемпионата России. В ноябре 2011 года стал бронзовым призёром чемпионата России в Каспийске.

## Достижения
- Чемпионат Европы по тхэквондо среди юношей 2005 — ;
- Чемпионат мира по тхэквондо среди юношей 2006 — ;
- Чемпионат мира по тхэквондо среди молодёжи U21 2010 — ;
- Чемпионат России по тхэквондо 2010 — ;
- Чемпионат России по тхэквондо 2011 — ;